# HMS Mermaid (U30)
«Мермейд» (англ. HMS Mermaid (U30)) — військовий корабель, шлюп типу «Модифікований Блек Свон» Королівського військово-морського флоту Великої Британії за часів Другої світової війни.

## Історія створення
Шлюп «Мермейд» був закладений 8 вересня 1942 року  на верфі компанії William Denny and Brothers у Дамбартоні. 11 листопада 1943 року він був спущений на воду, а 12 травня 1944 року увійшов до бойового складу Королівських ВМС Великої Британії.

## Історія служби

### У складі ВМС Великої Британії
Після вступу у стрій на кораблі були виявлені численні несправності, усунення яких тривало до середини липня 1944 року. 13 серпня корабель вирушив до СРСР, супроводжуючи конвой JW 59. 24 серпня брав участь в потопленні німецького підводного човна U-354. На зворотному шляху, під час супроводу конвою RA 59A, брав участь в потопленні німецького підводного човна U-394.
Через численні несправності механізмів корабель залучався лише до прибережного патрулювання в районі Клайда та Скапа-Флоу. З листопада 1944 року по березень 1945 року пройшов ремонт, після чого увійшов до складу 12-ї ескортної групи. 
Протягом травня-липня 1945 року корабель пройшов модернізацію для походу на Далекий Схід. У липні пройшов курс бойової підготовки на Мальті. Потім супроводжував плавдок AFD-22 до Адена, куди прибув 28 серпня 1945 року.
Після капітуляції Японії корабель повернувся у Середземне море, де спочатку входив до складу 33-ї, а потім 5-ї ескортної флотилії.
Після реорганізації увійшов до складу 2-ї ескадри фрегатів. Наприкінці 1954 року повернувся до Великої Британії, де був виведений в резерв у Портсмуті.

### У складі ВМС ФРН
У листопаді 1957 року корабель був проданий ФРН. 5 травня 1959 року він увійшов до складу ВМС ФРН під назвою «Scharnhorst (F213)».  Був переозброєний відповідно до стандартів німецького флоту. 
З 1974 року використовувався як несамохідне навчальне судно для підготовки партій боротьби за живучість. 
У жовтні 1980 року корабель був даний на злам.